# Sommet du G8 de 2007
Pour un article plus général, voir Sommet du G8.
Le sommet du G8 2007, 33e réunion du G8, réunissait les dirigeants des 7 pays démocratiques les plus industrialisés et la Russie, ou G8, du  6 au 8 juin 2007, au Kempinski Grand Hotel d'Heiligendamm en Allemagne (État du Mecklembourg-Poméranie-Occidentale), du 6 au 8 juin 2007. Le thème de ce sommet est « croissance et responsabilité ».

## Date et lieu

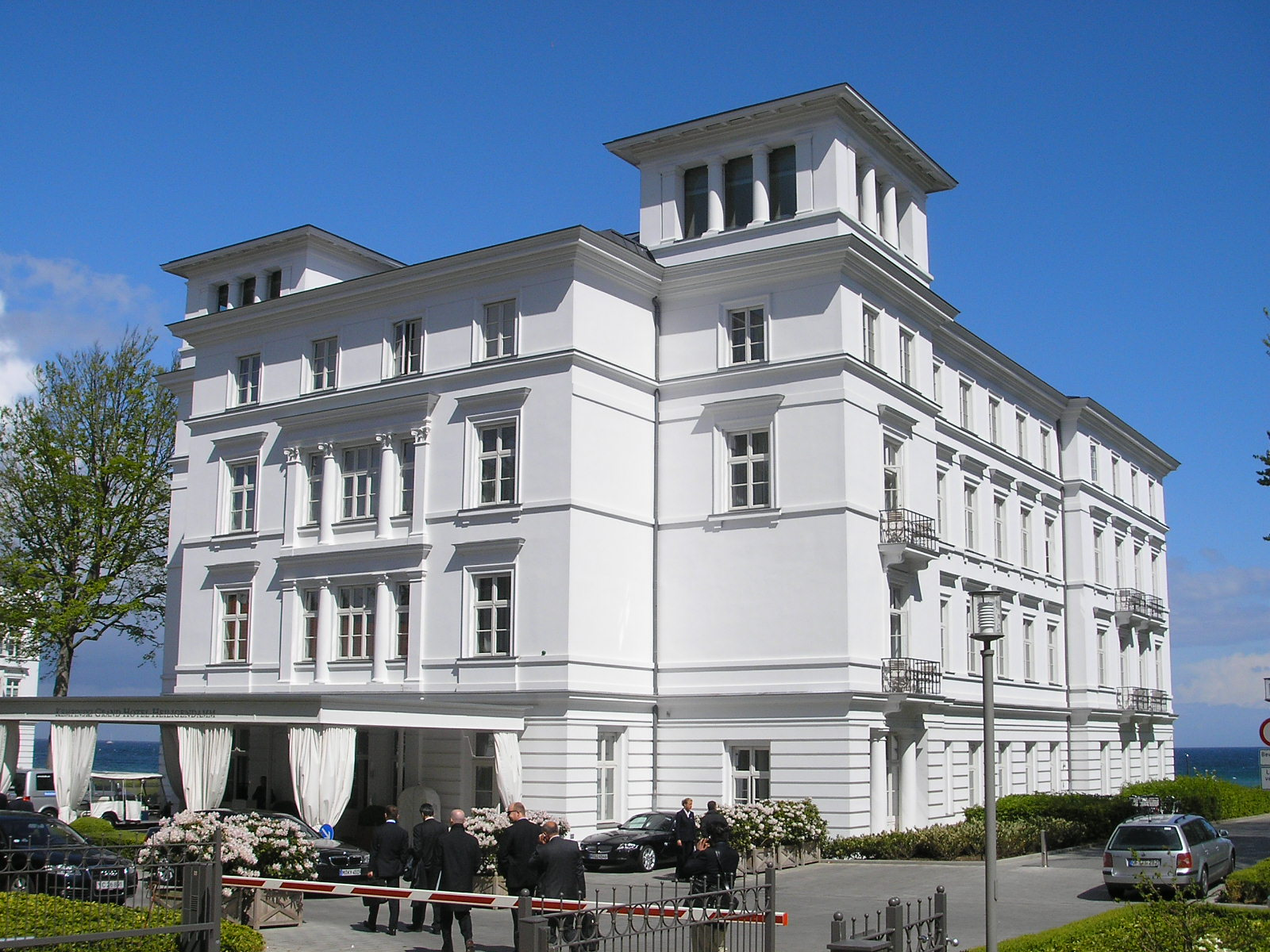
Kempinski Grand Hôtel d'Heiligendamm.

La tenue du 33e sommet du G8 a été annoncée le 17 juillet 2006 à la fin du 32e sommet à Saint-Pétersbourg . Le sommet s'est déroulé du 6 au 8 juin 2007 à Heiligendamm, la plus ancienne station balnéaire d'Allemagne , sur la mer Baltique, construite à partir de 1793 pour la noblesse et la haute société proche de Frédéric-François Ier de Mecklembourg-Schwerin. Cet endroit a été choisi en raison de son isolement, afin d'éviter des manifestations telles que celles s'étant déroulées à Gleneagles et Saint-Pétersbourg lors des sommets précédents. Le site a été entouré d'une barrière de 12 km de long, pour un coût total de 12,4 millions d'euros.
Heiligendamm, connu sous le nom de « Ville blanche sur la mer », était également le lieu de villégiature de la famille impériale russe, qui avait des liens avec les ducs de Mecklembourg. À l'occasion du 33e sommet du G8, une villa datant de 1854 ainsi qu'une ancienne résidence d'été des tsars ont été détruites pour laisser place à un centre de communication.

## Participants

### Dirigeants du G8

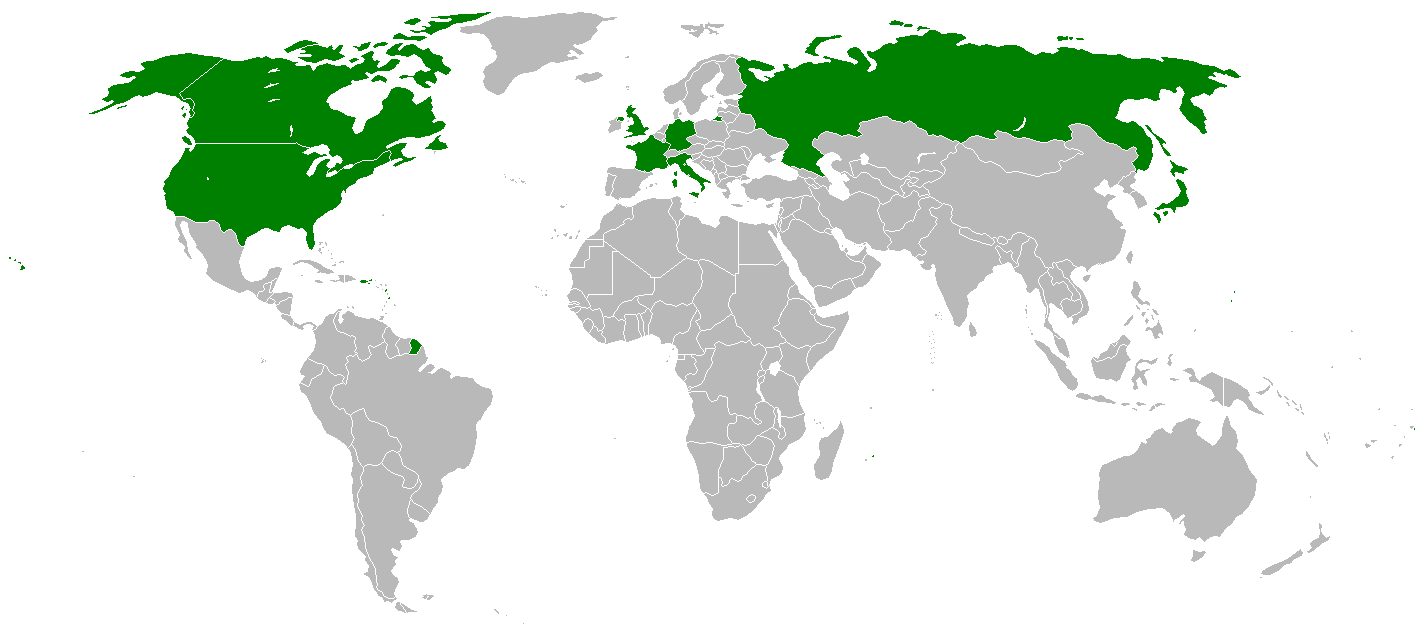
Pays appartenant au G8 et participant au sommet.

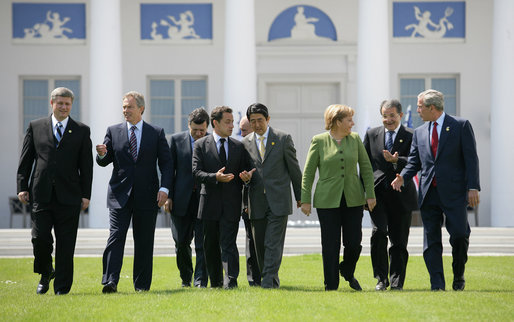
Les dirigeants des membres du Groupe des huit avec Jose Manuel Barroso.

| Participants au G8            |                       |                           |                      |
| Membre                        | Membre                | Représenté par            | Fonction             |
| Drapeau du Canada             | Canada                | Stephen Harper            | Premier ministre     |
| Drapeau de la France          | France                | Nicolas Sarkozy           | Président            |
| Drapeau de l'Allemagne        | Allemagne             | Angela Merkel             | Chancelière          |
| Drapeau de l'Italie           | Italie                | Romano Prodi              | Président du Conseil |
| Drapeau du Japon              | Japon                 | Shinzo Abe                | Premier ministre     |
| Drapeau du Royaume-Uni        | Royaume-Uni           | Tony Blair                | Premier ministre     |
| Drapeau de la Russie          | Russie                | Vladimir Poutine          | Président            |
| Drapeau des États-Unis        | États-Unis            | George W. Bush            | Président            |
| Drapeau de l’Union européenne | Commission européenne | José Manuel Durão Barroso | Président            |

### Dirigeants du G8+5
- Brésil
  - Président Luiz Inácio Lula da Silva
- Inde 
  - Premier ministre Manmohan Singh
- Mexique
  - Président Felipe Calderón
- Chine
  - Président Hu Jintao
- Afrique du Sud
  - Président Thabo Mbeki

## Ordre du jour
Le Gouvernement fédéral allemand a déclaré que les sujets suivants seraient abordés lors du sommet :
- Investissement, innovation et développement durable
  - Réduction des déséquilibres mondiaux
  - Stabilité et transparence des marchés financiers
  - Liberté et conditions des investissements
  - Protections des innovations contre la piraterie (droit de la propriété intellectuelle)
- Afrique - bonne gouvernance, investissements durables, paix et sécurité
  - Partenariats sur les réformes et la croissance économique
  - Promotion des investissements privés
  - Schémas médicaux et VIH/SIDA

## Contestation

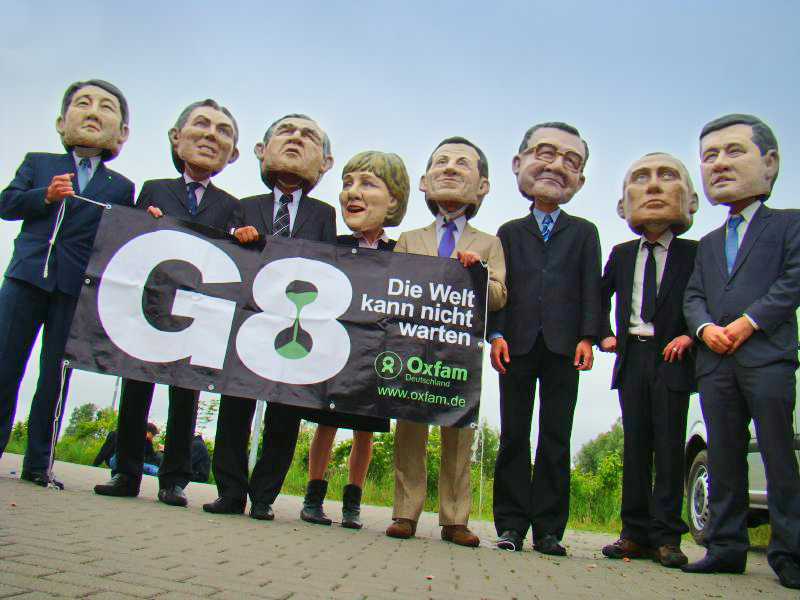
G8 2007 Leaders Bigheads.

Le 29 décembre 2006, l'hôtel Kempinski a été recouvert de peinture rouge et noire par des anonymes, le rouge et le noir étant un symbole classique de l'anarchisme en Allemagne.
Pour le 33e sommet du G8, la police locale attendait la venue de 100 000 manifestants de toute l'Allemagne et de nombreux autres pays. 16 000 policiers ont été déployés pour protéger les chefs d'État et 12 km de barrières dressées autour d'Heilingendamm pour un coût total d'environ 12,4 millions d'euros, tandis qu'Attac a loué trois trains spéciaux pour amener sur les lieux le plus de manifestants possibles. De nombreux cars ont également été loués par divers groupes et partis politiques pour transporter d'autres manifestants.
La principale manifestation a eu lieu à Rostock le 2 juin 2007. Alors que les organisateurs attendaient 80 000 personnes, la police n'en a compté que 25 000. Comme régulièrement durant les précédents sommets du G8, certaines manifestations se sont transformées en émeutes, ayant jusqu'à maintenant fait 146 blessés, dont 25 sérieux, parmi les forces de l'ordre allemandes. D'après la police, environ 2 000 anarchistes, à l'origine de ces manifestations, ont érigé des barricades et mis le feu à des voitures. De nombreux manifestants pacifistes ont évacué l'endroit dans la panique.
Une manifestation s'est également déroulée à Londres (Royaume-Uni) sur la berge de la Tamise, en face du palais de Westminster, principalement pour faire pression sur l'allègement de la dette. On pouvait lire des banderoles : G8 - The World Can't Wait (« G8 - Le monde ne peut pas attendre ») .

## Dispositif de sécurité
Pour tester le niveau de sécurité du sommet, les forces de sécurité américaines auraient été mises à contribution en transportant des petites quantités d'explosifs dans une voiture. Les policiers allemands les auraient découverts dans une valise en plastique lors d'un contrôle de routine durant le deuxième jour du sommet.